# Sieur du Plaisir
 (janvier 2021).
La mise en forme du texte ne suit pas les recommandations de Wikipédia : il faut le « wikifier ».
Les points d'amélioration suivants sont les cas les plus fréquents :
- Les titres sont pré-formatés par le logiciel. Ils ne sont ni en capitales, ni en gras.
- Le texte ne doit pas être écrit en capitales (les noms de famille non plus), ni en gras, ni en italique, ni en « petit »…
- Le gras n'est utilisé que pour surligner le titre de l'article dans l'introduction, une seule fois.
- L'italique est rarement utilisé : mots en langue étrangère, titres d'œuvres, noms de bateaux, etc.
- Les citations ne sont pas en italique mais en corps de texte normal. Elles sont entourées par des guillemets français : « et ».
- Les listes à puces sont à éviter, des paragraphes rédigés étant largement préférés. Les tableaux sont à réserver à la présentation de données structurées (résultats, etc.).
- Les appels de note de bas de page (petits chiffres en exposant, introduits par l'outil «  Source ») sont à placer entre la fin de phrase et le point final[comme ça].
- Les liens internes (vers d'autres articles de Wikipédia) sont à choisir avec parcimonie. Créez des liens vers des articles approfondissant le sujet. Les termes génériques sans rapport avec le sujet sont à éviter, ainsi que les répétitions de liens vers un même terme.
- Les liens externes sont à placer uniquement dans une section « Liens externes », à la fin de l'article. Ces liens sont à choisir avec parcimonie suivant les règles définies. Si un lien sert de source à l'article, son insertion dans le texte est à faire par les notes de bas de page.
- La présentation des références doit suivre les conventions bibliographiques. Il est recommandé d'utiliser les modèles {{Ouvrage}}, {{Chapitre}}, {{Article}}, {{Lien web}} et/ou {{Bibliographie}}. Le mode d'édition visuel peut mettre en forme automatiquement les références.
- Insérer une infobox (cadre d'informations à droite) n'est pas obligatoire pour parachever la mise en page.

Pour une aide détaillée, merci de consulter Aide:Wikification.
Si vous pensez que ces points ont été résolus, vous pouvez retirer ce bandeau et améliorer la mise en forme d'un autre article.
Le sieur Du Plaisir (16..-16..?) est un écrivain français du XVIIe siècle.

## Biographie
On ne sait absolument rien de sa vie. Il n'est même pas certain si Du Plaisir est son vrai nom ou un pseudonyme. Sur la base d'un registre de privilèges, N. Lenglet du Fresnoy a pu lui attribuer deux livres publiés anonymement. Une nouvelle, La Duchesse d'Estramène et Sentiments sur les lettres et sur I'histoire avec des scrupules sur Ie style, un livre de conseils sur le contenu et le style des lettres, des romans historiques et des nouvelles. Du Plaisir favorise la simplicité naturelle. Il constate que la nouvelle a complètement supplanté le roman baroque héroïque.   

## Œuvres
- La Duchesse d'Estramène, Paris, Blageart, 1682.
- Sentiments sur les lettres et sur l'histoire avec des scrupules sur le style, Paris, Blageart, 1683, 304 p..Lire sur Google Books.

### Éditions
- La Duchesse d'Estramène [fac-similé de l'édition de 1682], avec une introduction de M. Godenne, Geneve, Slatkine, 1978.
- La Duchesse d'Estramène, édition par Giorgetto Giorgi, Rome, Bulzoni Editore, 1978.
- La Duchesse d'Estramène, dans: Nouvelles du XVIIe siècle, Édition publiée sous la direction de Jean Lafond et Raymond Picard avec la collaboration de Micheline Cuénin, Jean Lombard, Lucie Picard et Monique Vincent, Bibliothèque de la Pléiade, n° 435, Paris, Gallimard, 1997, p. 779-837.
- La Duchesse d'Estramène, dans: Nouvelles galantes du XVIIe siècle, édition par Marc Escola, Paris, Flammarion, 2004, p. 203-289.
- Sentiments sur les lettres et sur l'histoire avec des scrupules sur le style, Édition critique avec notes et commentaire par Philippe Hourcade (Textes Littéraires Français, 216), Genève, Droz, 1975.
- Sentiments sur les lettres et sur l'histoire avec des scrupules sur le style, dans: Poétiques du roman. Scudéry, Huet, Du Plaisir et autres textes théoriques et critiques du xviie siècle sur le genre romanesque, édition établie et commentée par Camille Esmein, Paris,  Honoré Champion, 2004, p. 727-814.
- Sentiments sur les lettres et sur l'histoire avec des scrupules sur le style, dans: Nouvelles galantes du XVIIe siècle, édition par Marc Escola, Paris, Flammarion, 2004, 472-503 (extraits).

### Sources et études
- C. Gordon de Percel [= N. Lenglet du Fresnoy], Bibliothèque des romans 2, 1734, p. 3 et 113  (La première attribution des deux livres à Du Plaisir). Lire sur Google Books